# Unidades especiales de la policía iraní
Comando de unidades especiales de NAJA (persa: فرماندهی یگانهای ویژه ناجا), acrónimo YEGUP (persa:یگوپ) es una subdivisión de un cuerpo de seguridad y policíaco de la República Islámica de Irán a cargo de sus fuerzas especiales. Consiste en 3 unidades, que llevan los nombres de Musa ibn Ya'far, Ayatola Ruhollah Jomeini y Ali Ibn Abi Talib. El comando cuenta con unidades especializadas para el rescate de los rehenes, policía montada, policía antidisturbios, perros policías, aerotransportado, etc. La Fuerza Especial Antiterrorista es parte de esta fuerza policial.

Escudo de la Unidades Especiales de la Policía de la República Islámica de Irán.

Insignia de las Unidades Especiales de la Policía de la República Islámica de Irán.